# Oion (Lokris)
Oion oder Oeum (altgriechisch Οἰόν) war eine antike Festung in Lokris in Mittelgriechenland. Nach Strabon lag sie oberhalb von Kynos und Opus und wurde bei dem Erdbeben im Jahre 426 v. Chr. vollkommen zerstört.
William Gell lokalisierte Oion auf einem etwa 110 m hohen Hügel, der etwa 1,5 km westlich von Livanates und etwa 2 km östlich des Klosters Metamorphosis Sotiros liegt. Hier fand er eine ovale Befestigung, die im 19. Jahrhundert von den Einheimischen Palaiochora (griechisch Παλαιοχώρα = altes Dorf) genannt wurde. Gell vermutete, dass der Name Oion oval bedeutete und eine Anspielung auf die Form der Befestigung war.
William Abbott Oldfather identifizierte die Befestigung auf dem Kastraki-Hügel mit dem antiken Oion. Heute vermutet man, dass Oion auf dem etwa 200 m hohen Kastri-Hügel lag. Auf diesem Hügel, der etwa 4,5 km südwestlich von Atalanti und etwa 1,5 km nördlich des Klosters Agios Anargyros liegt, gibt es eine ovale Befestigung von etwa 280 m Länge und 200 m Breite.